# Imunga
Imunga (Munga I) fue un rey ndowé (benga) de Corisco entre 1850 y 1872.
Tras la caída en desgracia del rey Bonkoro I, este último huyó a la zona del Cabo San Juan; a partir de entonces Munga I consiguió ser reconocido por muchos pueblos del norte de la isla de Corisco, pero la mayoría de los bengas permanecieron leales a Bonkoro I y luego a su hijo Bonkoro II. A la muerte de Imunga en 1872 le sucedió su hijo Conveyamango con el nombre de Munga II. Este a su vez fue sucedido por Iyengte, quien daría paso posteriormente a Fernando Utimbo, último soberano antes de la reunificación del reino en 1906 bajo Santiago Uganda.